# اوکوبو تاداماسو
اوکوبو تاداماسو (به ژاپنی: 大久保 忠増 Ōkubo Tadamasu)؛ ۱۶۵۶ – ۱۴ سپتامبر ۱۷۱۳) سامورایی، دایمیو و روجو در دوره ادو اهل ژاپن بود.